# 磺胺苯吡唑
磺胺苯吡唑是一种磺胺类药物，其INN名称是“Sulfaphenazole”。该药物可用于治疗由细菌感染引起的疾病等病症。该药物在血液中的半衰期尚不明确，在大鼠（经皮下注射）体内的LD50（半致死量）为900mg/kg。该药物分子是经由将磺胺中的一个氮原子替换为1-苯基-1氢-吡唑-5-基形成。该药物是13-脱氧红霉素羟化酶（EC 1.14.13.181）、奎宁-3-单加氧酶（EC 1.14.13.67），以及细胞色素P450的抑制剂。